# Glenea biflavomaculata
Glenea biflavomaculata là một loài bọ cánh cứng trong họ Cerambycidae.